# Brasserie de Saint-Omer
Brasserie de Saint-Omer is een brouwerij in Sint-Omaars in het Franse departement Pas-de-Calais.

## Geschiedenis

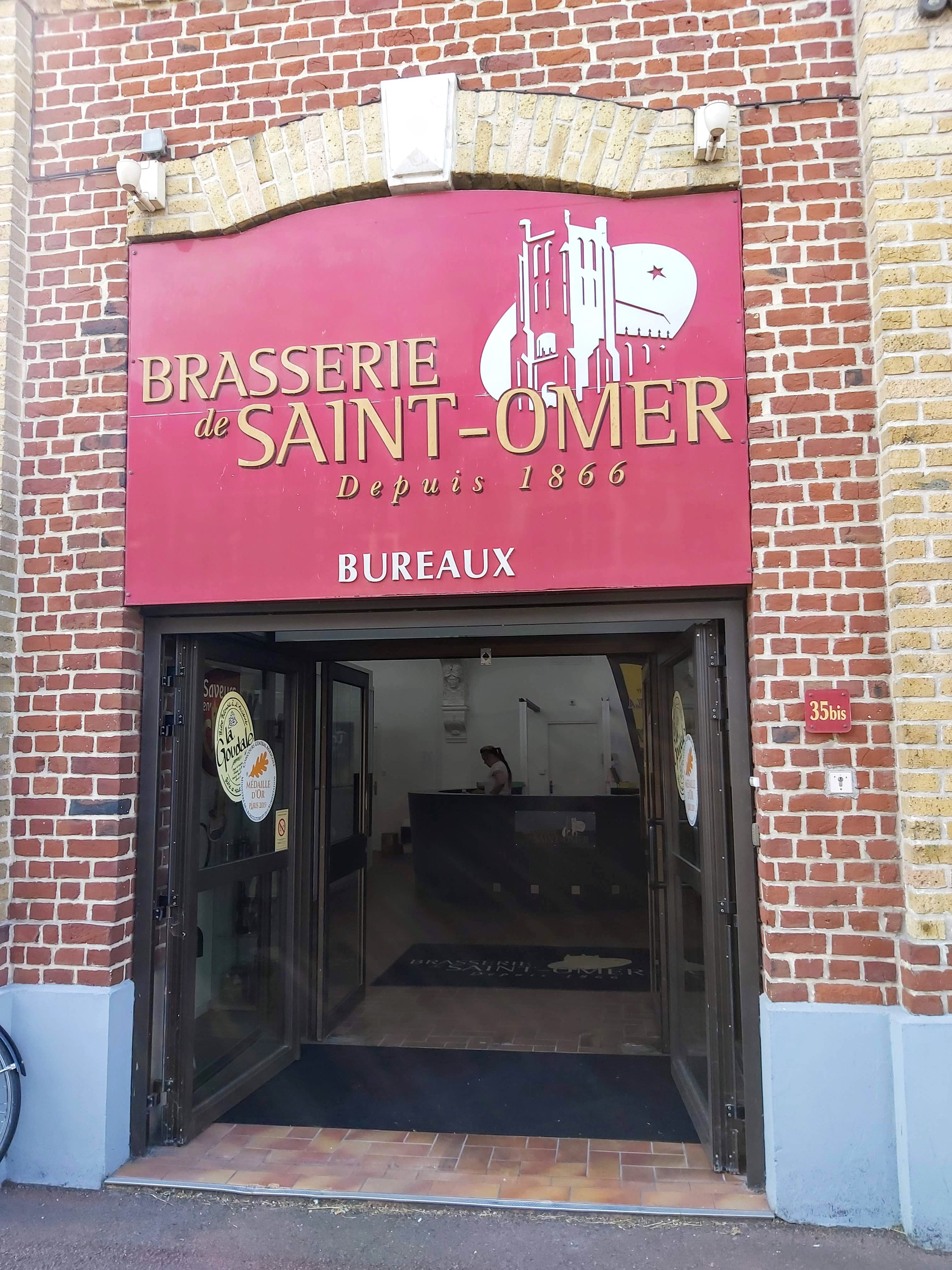
Ingang burelen

De brouwerij werd in 1866 opgericht en in 1950, na verschillende overnames en fusies, kreeg ze de naam Brasserie Artesienne. De productie bedraagt dan 45.000 hectoliter per jaar. Tot 1985 was de brouwerij vooral gericht op de regionale markt. In hetzelfde jaar werd de brouwerij gekocht door de Saint-Arnould-groep en kreeg het de naam van brouwerij de Saint-Omer.
Brasserie Facon in Pont-de-Briques en Brasserie Semeuse in Lille fuseerden in 1995 met Brasserie de Saint-Omer en het nieuwe bedrijf dat uit deze fusie voortkwam, kreeg de naam GSA Brasseries.
In 1996 verkocht de familie Pecqueur de brouwerij aan de Heineken-groep. In 2008 besloot Heineken de brouwerij af te stoten en het was André Pecqueur, CEO van de brouwerij, die de brouwerij terug overnam. De brasserie de Saint-Omer werd zo weer onafhankelijk en keert terug naar de familie Pecqueur. Met een jaarlijkse productie van 2 miljoen hl in 2019 is het de grootste onafhankelijke brouwerij in Frankrijk.

## Bieren
- Saint-Omer
- Panaché de Saint-Omer
- Sombrero
- Blanche de Saint-Omer
- Abbaye de St.Bertin